# Administrative Zone 5
Administrative Zone 5 är en zon i Etiopien.   Den ligger i regionen Afar, i den centrala delen av landet, 230 km nordost om huvudstaden Addis Abeba.